# アンジェラ (ガーゴイルズ)
アンジェラ (Angela) は、アメリカ合衆国のテレビアニメ『ガーゴイルズ』に登場する架空の生物。

## プロフィール
- 生年月日：994年生まれ　18歳
- 肩書き：王女（候補）
- 性別：雌
- 別名：「影の王女」　「暗闇の王女」　「夜の王女」　「アンジー」　「ヒーリングプリンセス」
- 出身地:イギリスのスコットランド
- 特技：手当て　看護　ダンス
- 趣味：読書
- 好きなもの：花
- 苦手なもの：太陽光
- 血縁者：ゴライアス（父）　デモーナ（母）サイラゴ（叔父、弟）　デライラ（義妹）
- 好物：コーヒー

## 人物・性格
現代編の主人公ゴライアスと宿敵デモーナの娘。シーズン2後半～3のメインヒロイン。種族はガーゴイルで別名「影の王女」、「暗闇の王女」の異名を持つ。あだ名は『アンジー』及び『ヒーリングプリンセス』。ゴライアスの人間に対する優しさや愛情を受け継いでおり、さらに過去編のデモーナの優しさと愛情、キャサリン王女の優しさと母性。サイラゴとは逆にゴライアスの「光を継ぐもの」である。性格は義理人情に厚く、義理堅い性格で性格はゴライアスと違い明るく楽観的。基本的に無欲で相手を外見で決して区別しないなど、男性にとっては理想の女性像だと言える。両親のためならば自分の命も惜しまない。ゴライアスと同様に趣味は読書で、古文書や人間の歴史の本や神話の本などを好む。ゴライアス同様に勇敢なうえ温厚でゴリラのような性格をしており両親同様ツンデレである。敵とはいえ遺伝学的に弟または伯父でもあるサイラゴには何度も殺されそうになったが、弟として愛情を持っているようでサイラゴ達が寿命を迎えはじめていたときには他のクローン達と共に全員でワクチンを使い全員で助かるように提案するがサイラゴに拒否され結局努力は水の泡となってしまった。夜になるとハドソンと一緒にテレビを見ることもあるという。(本人談)父親のゴライアスと母親のデモーナを愛しており、アーチメイジに操られていたとはいえデモーナのせいで何度か死にかけたり危険な目にあっているものの本人はデモーナを恨んではいない。後半では必死で両親であるゴライアスとデモーナを仲直りさせようとし、心から父と母の和解を望むようになる。しかし、最後までデモーナと和解することはできなかった。右利きでアニメでは解りづらいがかなりの巨乳である。「愛と勇気と母性のガーゴイル」。
994年生まれで年齢は推定16歳～18歳だが、正確な年齢は不明。本来はゴライアスの後を継ぐ女王となるはずであったが、生まれるのが半年遅かったため女王の座を逃した。体色はゴライアスと同じ紫色で髪の色もゴライアスと同じ黒髪であるが、発光したときの両目はデモーナ同様に赤く発光し外見もデモーナに近い。髪形は長髪のポニーテールで魅力的なガーゴイルである。スタイルは母親のデモーナの影響もありガーゴイルの中でも抜群である。石膏臭いガーゴイルとしては珍しく髪の匂いを嗅いだコールドストーンによると髪からは「いい匂い」がするという。左手にはデモーナのアンクレットと同様の腕輪と両耳にはデモーナと同様のイヤリングをつけている。服装は天使を思わせる上半身は白い服を着ており、コミックでは途中からヘソ出しになった。下半身はスリットの入った小さい腰巻のみでデモーナと同様に下半身はほとんど裸である。コミックではアンジェラの尻の穴に指を入れて尻の穴を撫でたザ・アサシンから女性用パンティーを穿くように薦められている。また、その後尻の穴に入れた後の指を舐めたアサシンは「いい味がする」と称している。性別は雌。一人称は「私」。口癖で「 - なさい」と言うことがある。主な口癖は「大丈夫よ」。
旅から帰還しマンハッタンに着いた後は、町を守り人間と友達になりたいという理由で悪と戦う。そして、アンジェラの初恋の相手はゴライアスである。最初は本人もゴライアスの娘だということ知らず、後にアントン・セバリアスから知ることとなった。ゴライアスの娘だと気づいてショックを受けていたのは、ゴライアスに好意を持っていたためであり、アンジェラはこのとき一度に初恋と失恋をいっぺんに味わったことになる。親であることを知ってからは恋愛ではゴライアスのことは諦めたがゴライアスへの愛は変わっていない。ただし、終盤になってもゴライアスのことになると周りが見えなくなったりするなど、ゴライアスのことを異性として意識している面もありゴライアスには父娘以上の感情を持っている。悪人とはいえ人間の女にも容赦なく蹴りを入れるゴライアスと違い、たとえ悪人でもあっても人間の女性や雌のガーゴイルには手加減するなど、ある程度の武士道を持っており雌ではあるが紳士的な性格である。ゆえに同性の雌のガーゴイルや人間の女と戦うことを苦手としている。ただし、雄のガーゴイルと人間の男にはあまり容赦しない。
両親のことは普段は名前で呼ぶが感情が高ぶると「父さん」「母さん」と呼び父親のゴライアスのことを「彼」母親のデモーナのことを「彼女」と呼ぶ。仲間に『アンジー』と呼ばれると怒る。コミック版では終盤に強化変身能力を手に入れた。コミック版ではザナトスから「自分の息子のアレクサンダーが次のキングならアンジェラはガーゴイルの王女だな」と言われている。ゴライアスの言うことには素直に従うが、アンジェラはデモーナを信じたいと思っているがゴライアスはデモーナを警戒しており、互いの意見の違いから対立することもあり、ゴライアスにとってはいい意味でのライバルでもある。敵となったデモーナに対しては「家族として認め合えないのなら、友達にならない？」と言い一時は親友関係となったが、結局は裏切られてしまった。ガーゴイルの孤児達の中で唯一両親が存命である。仲間内で一人だけ包帯を常に常備しており、戦闘要員だけでなく負傷した仲間の手当ても担当している。コミックではこのことから仲間にヒーリングプリンセスという別名で呼ばれることもある。ダンスを特技としているが本編では踊っていない。
第1話の時点で既に卵の姿で生まれていた。ワイバーン城落城後、キャサリン王女らにより他のガーゴイルの卵と共に安息の地の求めアバロン島に移住しそこで他のガーゴイルの子供達と共に戦いとは無縁の生活を送っていたが、トムの導きにより時を超えて島を訪れたゴライアスらと再会する。ゴライアスと出会う前は、王女からゴライアスの話を聞かされており強い憧れと共に好意も抱いていた。島ではゴライアスと共にアーチメイジを倒した。アーチメイジ戦の後、マンハッタンに帰るときにゴライアスに好意を抱いていたのと外の世界を見てみたいという希望で、養母である王女らとの別れを惜しみながらアバロン島を後にし、ゴライアス、エリサ・マーザ、ブロンクスと共にマンハッタンに帰るために世界各国を回わる旅に同行する。旅での強敵との戦いではゴライアスと共に戦った。旅編でもエリサやブロンクス同様にゴライアスを十分にサポートしている。マンハッタンに着いた後は、町を守り人間と友達になりたいという理由で悪と戦う。マンハッタンに帰国後、デモーナと間違えられてハンター達の襲撃を受け一度はジェイソン・キャンモアの攻撃により死にかけるがエリサの人工呼吸と心臓マッサージにより無事回復した。その後はジョン・キャスタウェイやクオリーメン達との戦いが終わった後、改めてゴライアスらとマンハッタンを守っていくことを誓う。
コミックの別世界のエピソードでは人間になり男体化しており、ロビン・キャンモアと結婚していた。

## 過去（幼少期～少女期）
ワイバーン城の落城後にキャサリン王女により卵の姿のままアバロン島に移住させられ、幼少期は王女とトムとメイガスを親として慕いながら平和に暮らす。
その後成長して青年期にアーチメイジが襲来したことにより父親のゴライアスが島を訪れたためゴライアスと共にアーチメイジを破る。その後、ゴライアスに好意を持っていたこともあり世界の崩壊を食い止めるためにゴライアス、ブロンクス、エリサと共に世界各国を回る旅に同行する。
その後マンハッタンに到着し、母親のデモーナと再会するが、デモーナと父親のゴライアスは敵対関係となっていったため家族にはなれなかった。デモーナのことは愛していたが最終的には対立することとなる。人間と友達になりたいという理由で悪人と戦いゴライアスらと共に町を守っていくことを誓う。

## 未来世界
ゴライアスが見せられた夢の中のもう一つの未来世界では、水中戦でガーゴイルロボットに敗れパックが化けたエリサ共々捕らえられ束縛され磔にされる。その後、ゴライアスらが駆けつけるも、サイバーザナトスに石化させられ破壊されて死亡した。

## ガーゴイルとして
普段は温厚だが、敵と戦う際には凄まじい力を叩きつける。機転がきき何度も父親のゴライアスのピンチを救っている。ガーゴイル故に日光を浴びると石像になってしまう弱点がある。しかし、コミック版ではゴライアスと同様の自己進化能力を身に着け弱点の日光を克服しさらに変身能力を手に入れた。アニメではコミックと違いゴライアスやデモーナのようにパワーアップ能力は手に入れていない。アバロン島や他国を回る旅から帰国後は以前よりもパワーが数倍アップしている。弱点としてその優しさ故に敵に付け込まれてしまうこともあり、ピンチに陥る場合もある。ただし、アンジェラの優しさがネッシーを救ったり敵との和解へと繋がる場合もあり完全な弱点とはいえない。他にもスピードは上回るもののパワーではゴライアスやデモーナに劣り戦闘経験不足故に苦戦する場合もある。ただし、小柄な体格ながらも空中で体重が130kg以上もある落ちてくるゴライアスを持ち上げて支えたり、400kg以上もあるハドソンを水中で軽々抱え上げるなどかなりの怪力である。また、マンハッタン一族でゴライアスとハドソンを持ち上げることができた唯一のガーゴイルである。

## 戦闘能力
ゴライアス並みの戦闘能力を誇り、デモーナとほぼ同等の戦闘力を持つ。ゴライアスとのタッグでは絶妙のコンビネーションを発揮する。過去編よりもパワーアップした現代編のゴライアスと同じぐらいの戦いができる強さを持つ。アバロンで戦いとは無縁の生活を送っていたものの戦闘能力は極めて高く、本人の勇敢さもあいまってハドソン達を凌ぐ戦闘能力を持つ。特にゴライアスとのタッグではほぼ無敵の強さを発揮する。戦いでは特にキック技を基本とした肉弾戦を得意としており、ゴライアスと互角の戦いを展開し新武器まで装備したスカイガーゴイル相手に苦手な空中戦でスカイガーゴイルを完全に圧倒し鉄骨の下敷きにし勝利した。滑空能力はスピード自慢のレキシントンに余裕で追いつき飛行能力が全ガーゴイルを上回るスカイガーゴイルを空中戦で圧倒するほどである。本気を出せばコールドストーンやスカイガーゴイルを凌ぐ力を持つ。パワーではゴライアスに劣るものの俊敏さと滑空能力ではゴライアスを上回っている。さらに、素早さを生かしてゴライアスとデモーナ以上に水中戦を得意としている。ただし、パワー面と戦闘経験知ではゴライアスやデモーナに劣る。ゴライアスと共同での必殺技は2人のコンビネーションを生かして敵を翻弄して父娘のタッグで敵にダブルアタックを仕掛ける「ファミリーアサルト」。

## 変身状態

### ビーナスストームアンジェラ（venusstorm Angela）
コミック版にてアンジェラが自己進化し変身した強化形態。体色は水色と紫色の斑色である。
ミノタウロスゴライアスと同等の戦闘能力を持ち、飛行速度はマッハ12とアルティメットゴライアスと同等のスピードを誇る他、素早く動くことにより加速攻撃が可能で高速移動能力により敵のあらゆる攻撃を避けることが可能である。加速攻撃時には他のガーゴイルの動きが止まって見えるほどのスピードで動くことができ、加速攻撃の制限時間などもないため無制限で高速移動が可能である。必殺技はガーゴイルストライクと同様に1兆度の炎を片腕に纏って片腕で放ち威力はガーゴイルストライクを上回る「ビーナスストライク」と無数の拳の光球を作り出し敵に撃ち込む「ビーナスイリュージョン」と高圧電流攻撃「ビーナスサンダー」と彫像形態時に吸収しておいた日光と月光のハイブリッドエネルギーを両足に集めて両足で放つ必殺キックの「ビーナススマッシュ」最大飛行速度はマッハ12。
- 飛行速度：マッハ12
- ジャンプ力：100メートル
- パンチ力：95トン
- キック力：180トン（ビーナススマッシュ時は600トン）
- 走力：100mを1.2秒(加速攻撃時)

#### 必殺技
ビーナスストライク
ビーナスストームアンジェラが片腕に1兆度の炎を纏って片腕で放つ究極技。片腕で繰り出すものの威力はファイヤーストームゴライアスのガーゴイルストライクをはるかに上回るとされている。主に敵との接近戦で効果を発揮する。
ビーナスイリュージョン
拳から3000℃の複数の高熱の火球を作り出し、遠方の敵にぶつけて粉砕する技。最大1万発まで連射が可能。遠距離の相手に対して効果を発揮する。
ビーナスサンダー
エレクトロニックゴライアスのガーゴイルサンダーと同様に全身から放電し、両腕から高圧電流を発射して敵を攻撃する技。ガーゴイルサンダーと同等の威力を誇る。
ビーナススマッシュ
彫像形態時に全身に蓄積された日光と月光のハイブリッドエネルギーを両足に集めて両足で放つ必殺キック。

### エンジェルストームアンジェラ（Angeltorm　Angela）
ビーナスストームアンジェラの強化進化形態にして最終形態。ビーナスストームアンジェラが旅編で吸収していたマトリックスの生体エネルギーにより2段変身した姿。ビーナスストームアンジェラとは桁外れの戦闘能力を発揮でき容姿は天使に近い姿をしておりアルティメットゴライアスと同様に全身を強固な生体鎧で覆われている。必殺技は「エンジェルバースト」で飛行能力もアップしておりその速度はマッハ40にもなる。設定上は宇宙空間でも戦闘可能である。
- 飛行速度：マッハ40
- 走行速度：マッハ30
- 水中速度：マッハ20
- 潜地速度：マッハ19
- ジャンプ力：20000メートル
- 握力：20万トン（人間換算で200キロ）
- パンチ力：2億トン
- キック力：5億トン

#### 必殺技
エンジェルバースト
エンジェルストームアンジェラの必殺技で2兆度にもなる高熱の火球弾を両腕から放つ技で強力な外装を持つロボットでも一撃で爆破し蒸発させる破壊力を誇る。
エンジェルストライク
1兆度の炎を片腕に纏って敵に打ち込む強力なパンチ技。接近戦で効果を発揮する。
デモリションファイナル
エンジェルウイングから発射する両翼ずつ3発同時に放つ青い光弾。周囲を壊滅させてしまう破壊力があるため生物の少ない場所でしか使えない弱点がある。
テレポート
瞬間移動。連続使用することで敵を撹乱する。

### ハードワイヤードアンジェラ（hardwired　Angela）
コミック版にてアンジェラがマトリックスの仮想空間内で変身した強化形態。アンジェラがゴライアス、ディンゴ、ブロンクスと共に仮想空間内に突入した際にハードワイヤードゴライアスと同様にマトリックスのエネルギーを吸収したことにより変身した。ハードワイヤードゴライアスとほぼ同様の能力を持ち、必殺技である「ワイヤードインパクト」というパンチ技のほか全身の原子分子化が可能である。

#### 必殺技
ワイヤードインパクト
ゴライアスのワイヤードインパクトと同様に連打することで敵を消滅させることができる強力なパンチ技。
原子分子化
ハードワイヤードアンジェラが全身を原子分子化し粒子になるなどして敵を攻撃する技。

### アンジェラ人間体
コミックのエピソードで魔法の訓練のためパックにより一度だけ変身した。母親のドミニクと同様に人間の姿でも感情が高ぶると両目が赤く発光する。人間体でも瞬発力は高く戦闘能力は高い。コミックの別世界のエピソードでは生まれつきガーゴイルではなく人間として生まれており男体化しており、ロビン・キャンモアと結婚していた。

### クローンアンジェラ
「もしも、サイラゴとセバリアスがデモーナとエリサ・マーザのクローンのデライラではなくアンジェラのクローンを造っていたらいたらどうなったのか？」という説を元に描かれたアンジェラのクローンでファンブックのイラストとして登場。容姿はゴライアスのクローンのサイラゴと同様に体色は漆黒で両目は赤く白髪である。性格はサイラゴと同様に冷酷であるという設定。アニメ・コミックでも他のマンハッタン一族と同様にアンジェラのクローン化の予定もあったが実現はされなかった。アニメでは設定上のみ。

### 未登場形態
アニメではコミックと違いマンハッタン一族の中でアンジェラには未登場の形態が2種類あり、一つは人間体でもう一つはクローン体である。人間体については妖精のパック初登場の回でアンジェラがまだいなかったために登場しなかったが、コミックではパックの魔法により人間体の姿を披露している。

## 「母の教え」・「怪物の宿命」
第75話「母の教え」。第27話「怪物の宿命」。共にアンジェラ主役の回であり、「ハンターの執念」と同様に本国では傑作とされている話である。「母の教え」はデモーナに危機を救われたアンジェラがデモーナと和解し、友達になろうとする。しかし、娘を心配するゴライアスはデモーナに会うことを禁止しようとするがアンジェラは了承できずに一時対立する。そのころ、アンジェラとゴライアス父娘の抹殺を企むクォリーメンの暗殺者の影が・・・というストーリー。アニメでのデモーナの最後の登場話でもある。「怪物の宿命」はセバリアスに捕獲されたアンジェラが同じくセバリアスに捕獲されていたビッグダディの娘と交流を深めていくというストーリー。両作とも父親のゴライアスは最後には活躍するもののどちらかというとアンジェラの引き立て役となっている。

## 他者との関わり
デモーナ
アンジェラの母親でマンハッタン一族の宿敵。親子であるためデモーナと同様にアンジェラもデモーナのことを愛しているが互いの考えの違いから対立関係となっている。
ゴライアス
アンジェラの父親でアンジェラの初恋の相手でもある。親子仲はよく共に戦うことも多かった。親子として互いに情愛を感じている。
エリサ
普段は母親のいないアンジェラにとっては母親のような存在であり、互いになんでも話し合える仲である。